# NGC 2363
NGC 2363 este o galaxie situată în constelația Girafa. A fost descoperită în 9 martie 1874 de către Ralph Copeland⁠(d). Se află la o distanță de 4,3 megaparseci de Pământ.